# Markus Schopp
Markus Schopp (Graz, 22 de fevereiro de 1974) é um treinador e ex-futebolista austríaco que atuava como meio-campista. Atualmente está sem clube.

## Carreira

### Como jogador
Schopp defendeu equipes como Hamburgo, Sturm Graz (duas passagens), Brescia e Red Bull Salzburg. Seu último clube foi o New York Red Bulls, onde encerrou a carreira em 2007 devido a vários problemas de lesões.
Pela Seleção Austríaca, Schopp estreou em agosto de 1995, contra a Letônia, pelas eliminatórias da Eurocopa de 1996. Dois anos depois, esteve presente na lista dos convocados para a Copa do Mundo de 1998. A última de suas 54 partidas pela Seleção foi em 2005, contra a Irlanda do Norte. No total, marcou seis gols pela equipe.

### Como treinador
Em 2012, voltou ao Sturm Graz para assumir o comando técnico do time reserva, além de uma rápida passagem pela equipe principal no ano seguinte, substituindo Peter Hyballa. Voltou ao Sturm Graz IK ainda em 2013, permanecendo até 2017, quando foi contratado pelo St. Pölten. De 2018 a 2021, Schopp treinou o Hartberg.
Em 29 de junho de 2021, Schopp foi anunciado como treinador do Barnsley, da segunda divisão da Inglaterra.

## Títulos
Sturm Graz
- Campeonato Austríaco: 1998–99